# 文山秋海棠
文山秋海棠（学名：Begonia wenshanensis）为秋海棠科秋海棠属下的一个种。其种加词“wenshanensis”意为“云南文山的”。